# 森谷勇太
森谷 勇太（もりや ゆうた、1982年9月9日 - ）は、日本の俳優 。山形県天童市出身。元・海上自衛隊員。身長174cm。イイジマルーム所属。 日本大学山形高等学校卒業。

## 来歴・人物
- 高校卒業後、海上自衛隊員として職務に就いていた経歴を持つ。
- 海上自衛隊を退職後、映画制作を経験しながら芝居を学ぶ中、2006年にたかひろや監督の短編映画『となりの子』の主役オーディションで100人の中から選ばれる。以後、同監督作品に多数出演する。映画・舞台出演を続けながら役の幅を広げている。
- 篠原哲雄監督、利重剛監督、細野辰興監督等のワークショップに参加し、2015年 フジテレビ 『激動!世紀の大事件III』『津山30人殺し』で主役を演じ、注目を集める。
- 天才劇団バカバッカの舞台では、劇団メンバーではないものの、ほとんどの講演に出演するレギュラーメンバーである。
- 特技は、サッカーとバレエ 。
- 日本語ラップをこよなく愛しており、自身もラップを披露することがある。
- 実家は、山形県天童市でさくらんぼ等を生産する果樹園 。

## 出演作品

### 映画
- 傘（2008年、監督 たかひろや）
- タイマン（2009年、監督 宮坂武志）
- 18倫（2009年、監督 城定秀夫）
- 18倫アイドルを探せ!（2010年、監督 城定秀夫）
- デコトラギャル美菜（2011年、監督 伊藤一平）
- 深夜裁判（2012年、監督 篠原哲雄）
- 少女と夏の終わり（2012年、監督 石山友美）
- 狼の流儀（2012年、監督 室賀厚）
- ドキュメンタリー八甲田山（2013年、監督 宮田聡）
- ユートピアサウンズ（2013年、監督 三間旭浩）
- リトルウィング（2013年、監督 倉田健次）
- 忍ジャニ参上!未来への戦い（2014年、監督 井上昌典）
- 鷲と鷹（2014年、監督 大沢樹生）
- 雨上がり（2015年、監督 利重剛）
- 貌斬り KAOKIRI〜戯曲「スタニスラフスキー探偵団」より〜（2016年、監督 細野辰興）
- より道（2016年、監督 たかひろや）
- 14の夜（2017年、監督 足立紳）
- ぼくらの亡命（2017年、監督 内田伸輝）
- 劇場版 山崎一門〜日本統一〜（2022年） - ヤスダの手下

### テレビドラマ
- 勝利の女神〜テレビドラマ編（2009年、チバテレビ）
- 勝利の女神〜 Love&4 〜（2009年、チバテレビ）
- 坂の上の雲（2011年、NHK）
- 零戦〜搭乗員たちが見つめた太平洋戦争〜（2014年BS-NHK）
- 発足!ギャル内閣（2014年、チバテレビ）
- 激動!世紀の大事件オウム真理教と闘った家族の全記録〜地下鉄サリン事件20年目の真相〜（2015年、フジテレビ）
- 報道スクープSP 激動!世紀の大事件III〜未解決事件の「謎」と目撃者の「新証言」〜（2015年、フジテレビ）
- グッドパートナー 無敵の弁護士（2016年、テレビ朝日）
- 遺産相続弁護士 柿崎真一 （2016年、日本テレビ）
- 水トク! 〜独占初公開!海の死闘 知られざる海上保安庁〜（2017年、TBS）
- シャキーン! 月曜日の男シアター / 〜生きている〜（2017年、 NHK Eテレ）
- SR サイタマノラッパー〜マイクの細道〜（2017年、テレビ東京）
- 帯ドラマ劇場（テレビ朝日）- 千倉和夫
  - やすらぎの郷（2017年）
  - やすらぎの刻〜道（2019年 - 2020年）
- 相棒16（2017年、テレビ朝日） - 久保田武士
- 江戸前の旬第1貫 - 第8貫（2018年10月13日 - 12月2日、BSテレ東）- 吉沢大吾
- 騎士竜戦隊リュウソウジャー（2019年、テレビ朝日）- 撮影のスタッフ
- DASADA（2020年1月15日 -、日本テレビ）- 寅田
- ケイジとケンジ〜所轄と地検の24時〜（2020年）- 椿健人
- ホテルマン東堂克生の事件ファイル〜八ヶ岳リゾート殺人事件〜（2022年1月22日、BS-TBS）
- マイファミリー（2022年4月10日 - 、TBS）
- 特捜9 season7 第9話（2024年5月29日、テレビ朝日） - 朝倉昭雄 役[1]
- 仮面ライダーガヴ 第20話（2025年1月26日、テレビ朝日） - アーティスト 役

### 舞台
- LIVES『寸劇役者に花束を - 秋の唄2008 - 』（笹塚ファクトリー/2008年）
- LIVES『ROPPONGI NIGHTS』（吉祥寺シアター/2009年）
- LIVES『寸劇役者に花道を』（笹塚ファクトリー/2010年）
- LIVES『知恵と希望と極悪キノコ』（ 赤坂RED/THEATER/2011年）
- 『発足!ギャル内閣』（ キンケロ・シアター/2014年）
- 天才劇団バカバッカ
  - 『POLYNPIC TOKYO! 』（吉祥寺シアター/2014年）
  - 『ハッピー・ウェディング!』（ 六行会ホール/2015年）
  - 『ホテル・プラチナアイランド』（六行会ホール/2015年）
  - 『COLORS』（吉祥寺シアター/2016年）
- 『スタニスラフスキー探偵団』（明石スタジオ/2015年）
- β-STAGE 『Draw The Curtain』（八幡山ワーサルシアター/2015年）
- わらかどプロデュース vol.4『SUPASHI-BA〜forever friends〜』（新宿ゴールデン街劇場/2016年）
- 朝劇 西新宿 『恋の遠心力』（GLASS DANCE/2016年）
- 天才劇団バカバッカvol.24 『DADDY WHO？』 （2022年）

### Web配信
- 『となりの子』
- 『素直なことば』
- 『特別ではない場所』
- 『木更津グラフィティ』
- 『がらくた』

### 短編映画
- 『はーもにか』
- 『あついぞ!熊谷』
- 『より道(BACKROAD)』監督 たかひろや（2016年）
- 『LIFE WORKS 〜vol.5 雨上がり〜』監督 利重剛（2016年）

### テレビCM
- 西友
- ジョージア

### PV
- 若旦那 『俺が俺が〜世界中が敵になっても〜』
- Ryo 『HOMARE』 野球日本代表侍ジャパン2016 応援PV